# Espoirs Nawakszut
Espoirs Nouakchott Football Club w skrócie Espoirs Nawakszut – mauretański klub piłkarski grający niegdyś w mauretańskiej pierwszej lidze, mający siedzibę w mieście Nawakszut.

## Sukcesy
- Puchar Mauretanii[1]:
  - zwycięstwo (4): 1976, 1977, 1978, 1983.

## Występy w afrykańskich pucharach
| Sezon | Rozgrywki                 | Runda   | Kraj                     | Klub                 | Dom | Wyjazd | Dwumecz      |
| ----- | ------------------------- | ------- | ------------------------ | -------------------- | --- | ------ | ------------ |
| 1977  | Puchar Zdobywców Pucharów | wstępna | Gambia                   | Wallidan FC          | 0–0 | 1–1    | 1–1          |
| 1977  | Puchar Zdobywców Pucharów | 1       | Wybrzeże Kości Słoniowej | Stade d’Abidjan      | 3–1 | 0–3    | 3–4          |
| 1978  | Puchar Zdobywców Pucharów | wstępna | Gwinea Bissau            | UD Internacional     | 2–0 | 1–3    | 3–3          |
| 1978  | Puchar Zdobywców Pucharów | 1       |                          | Rail Club du Kadiogo | 0–0 | 0–2    | 0–2          |
| 1979  | Puchar Zdobywców Pucharów | 1       | Gambia                   | Wallidan FC          | 1–0 | 0–1    | 1–1 (k. 4–5) |

## Stadion
Domowe mecze klub rozgrywa na stadionie o nazwie Stadion Olimpijski w Nawakszucie, który może pomieścić 40 000 widzów.